# Anniversario (Asimov)
Anniversario è un racconto di fantascienza di Isaac Asimov, pubblicato per la prima volta nella rivista Amazing Stories nel numero di marzo 1959 e successivamente nelle antologie Misteri. I racconti gialli di Isaac Asimov (Asimov's Mysteries, 1968) e Il meglio di Asimov (The Best of Isaac Asimov, 1973).
Il racconto fu scritto per celebrare il ventesimo anniversario della prima pubblicazione di Asimov, Naufragio al largo di Vesta (Amazing Stories, marzo 1939), del quale è il seguito (lo scrittore riporta nei suoi commenti che la storia di Moore che raccoglie l'oggetto era stata una delle parti successivamente rimosse dal racconto originale).
Il racconto fa parte della serie di racconti vagamente connessi fra loro sul supercomputer immaginario Multivac.

## Trama
Warren Moore e Mark Brandon sono due dei tre sopravvissuti al naufragio della Silver Queen nella Cintura degli asteroidi (narrato in Naufragio al largo di Vesta).
Ogni anno si ritrovano per celebrare l'anniversario del loro salvataggio. Il ventesimo anniversario Brandon porta con sé una sorpresa: si presenta alla porta di Moore con Michael Shea, il terzo sopravvissuto.
Mentre i tre ricordano la loro avventura, Brandon ammette la malinconia di vedere la loro fama impallidire col passare degli anni: malgrado essi siano i soli tre uomini ad essere mai sopravvissuti ad un naufragio interplanetario, il pubblico sembra averli dimenticati. Sembra infatti che la sola cosa la gente ricordi sul naufragio della Silver Queen sia che vi perì il Dr. Horace Quentin, un famoso scienziato.
Quando Shea accenna al fatto che la compagnia assicuratrice Trans-Space Insurance sta ancora cercando il relitto dopo due decenni, Brendon si convince che ci doveva essere qualcosa di molto prezioso a bordo, qualcosa che la compagnia sta ancora cercando. I tre cominciano a fare delle ricerche sull'argomento tramite il terminale Multivac di Moore e scoprono che il Dr. Quentin aveva infatti con sé uno strumento ottico sperimentale di nuova concezione, che risulta mai recuperato. L'unica traccia sulla natura dell'oggetto è la sua descrizione come opticon, o qualcosa del genere, indicante un probabile strumento per manipolare la luce. In quel momento Moore si rende conto d'averlo sempre avuto lì con sé, a casa sua.
Analizzando l'oggetto scoprono che l'apparentemente inutile tubo lungo qualche centimetro, preso come souvenir, funziona effettivamente come un potente microscopio e telescopio.
Lo strumento sembra utilizzare dei campi di forza al posto delle lenti ed è estremamente versatile.
Il nome dell'oggetto deve quindi essere an-opticon, che indica uno strumento senza lenti.
Col prototipo di Quentin in loro possesso, i tre potranno divenire di nuovo famosi. Il brindisi fatto alla fine della prima storia (Naufragio al largo di Vesta) è "Alla scorta d'un anno d'acqua che avevamo!". Alla fine di Anniversario il brindisi diventa "Al souvenir che avevamo!".